# ZSU-23-4
ZSU-23-4 „Szyłka” – poczwórnie sprzężone samobieżne działo przeciwlotnicze, opracowane w latach 1957–1961 w Związku Radzieckim przez biuro projektowe Astrowa. Skrót ZSU pochodzi od rosyjskiej nazwy Zienitnaja samochodnaja ustanowka (ros. Зенитная самоходная установка – przeciwlotnicze działo samobieżne), a Szyłka to nazwa rosyjskiej rzeki, lewego dopływu Amuru. Dalsza część oznaczenia zestawu to kaliber działek – 23 mm – i ich liczba – 4. W kodzie NATO system ten otrzymał oznaczenie Awl (dosł. szydło) prawdopodobnie z powodu pomyłki lub skojarzenia z rosyjskim słowem szyło oznaczającym właśnie to narzędzie.

## Historia
W latach 50. używane przez Armię Radziecką przeciwlotnicze działo samobieżne ZSU-57-2 nie odpowiadało już wymaganiom stawianym przed tego typu sprzętem. Wyposażone wyłącznie w celownik optyczny, który ograniczał zdolność prowadzenia celnego ognia tylko do warunków dobrej widoczności i charakteryzujące się niską prędkością naprowadzania armat, nie stanowiły skutecznej broni przeciwko poruszającym się z dużą szybkością celom. Ponadto, pojazd nie posiadał stabilizacji uzbrojenia, przez co skuteczność ognia w ruchu była niewielka, a odkryty przedział bojowy uniemożliwiał działanie w terenie skażonym bronią ABC.
Pod koniec lat 50. w biurze konstrukcyjnym Astrowa rozpoczęto intensywne prace nad skonstruowaniem nowego typu działa, którego podwozie pochodziło z transportera gąsienicowego GM-575, który z kolei został zbudowany na podstawie czołgu pływającego PT-76, a armaty AZP-23 z holowanego dwulufowego zestawu artyleryjskiego ZU-23-2. Nowy zestaw przeciwlotniczy posiadał również radar z paraboliczną anteną do śledzenia celów. Naprowadzanie, obliczenie parametrów lotu i strzelanie odbywało się w pełni automatycznie. Proces odnalezienia celu, określenia jego położenia i prędkości, odbywał się przy pomocy pokładowej stacji radiolokacyjnej typu 1RL33 (RPK-2 Toboł) działającej w mikrofalowym paśmie Ku o zakresie od 14,6 do 15,6 GHz. Stacja radiolokacyjna była zdolna wykryć cel z odległości 20 km i śledzić go na dystansie do 6 km.
Naprowadzanie na cel odbywało się na podstawie przelicznika 1A7 zbudowanego głównie w oparciu o urządzenia elektromechaniczne zasilane prądem zmiennym (elektrycznego, na selsynach i silnikach stałoprądowych, bardzo powolnego i wrażliwego), za pomocą systemów elektrohydraulicznych, a na wypadek awarii także ręcznie. Chłodzone cieczą o wymuszonym obiegu lufy armat były przeładowywane energią gazów prochowych odprowadzanych przez boczny otwór w lufie i ryglowane zamkiem klinowym, poprzez jego ruch pionowy. Zasilanie odbywało się z taśm nabojowych o rozdzielnych ogniwach. Zasobniki zawierały po 550 pocisków dla armat górnych i 450 dla dolnych. Zasilanie w energię elektryczną (±57 V) było w warunkach bojowych zapewniane przez generator oparty na turbinie. Ze względu na gorące gazy spalinowe nie wolno stać do kilkunastu metrów za tyłem pojazdu podczas zasilania przez wspomnianą turbinę.
Ostrzał samolotów mógł być prowadzony z miejsca lub podczas jazdy z prędkością do 25 km/h, krótkimi seriami po 3 do 10 strzałów z każdej lufy. Do celów poruszających się z dużą szybkością, strzelano dłuższymi seriami po 50 strzałów z jednej lufy. Szyłki działały zazwyczaj parami, posuwając się w odległości około 200 metrów od siebie i 400 metrów od osłanianego zgrupowania lub obiektu wojskowego. Chociaż pojazd zbudowano na udanym podwoziu czołgu pływającego PT-76, to Szyłka nie miała zdolności pływania i potrafiła jedynie pokonywać brody o głębokości do 1 metra.

## Armata

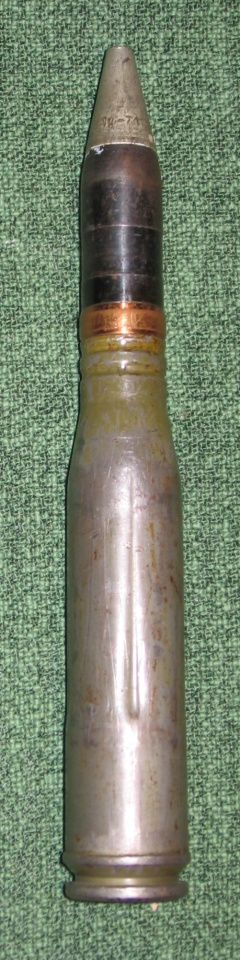
Nabój kalibru
23 mm do armat p-lot. ZU-23-2 i ZSU-23-4

Czterolufowy zestaw armat automatycznych Afanasjewa-Jakuszewa kalibru 23 mm
Długość luf: 2010 mm (87,3 kalibrów)
Prędkość początkowa pocisku: 970 m/s
Masa pocisku: 178 g
Szybkostrzelność – ze wszystkich luf:
- teoretyczna: 2000 strzałów na minutę
- praktyczna: 400 strzałów na minutę

Skuteczny zasięg: 2,0–2,5 km
Skuteczna wysokość ostrzału: 1,5–2,0 km

## Wersje zestawu ZSU-23-4
- ZSU-23-4 – pierwsza podstawowa wersja zestawu
- ZSU-23-4M1 – zmodernizowana w 1977 roku Szyłka, wyposażona w nową stację radiolokacyjną, systemem obliczania parametrów lotu celu i osłoną armat.
- ZSU-23-4M-A1 „Rokach” – zmodernizowana wersja przeznaczona dla armii Ukrainy[3].
- ZSU-23-4M5 – zmodernizowana wersja przeznaczona dla armii Białorusi.

## Służba

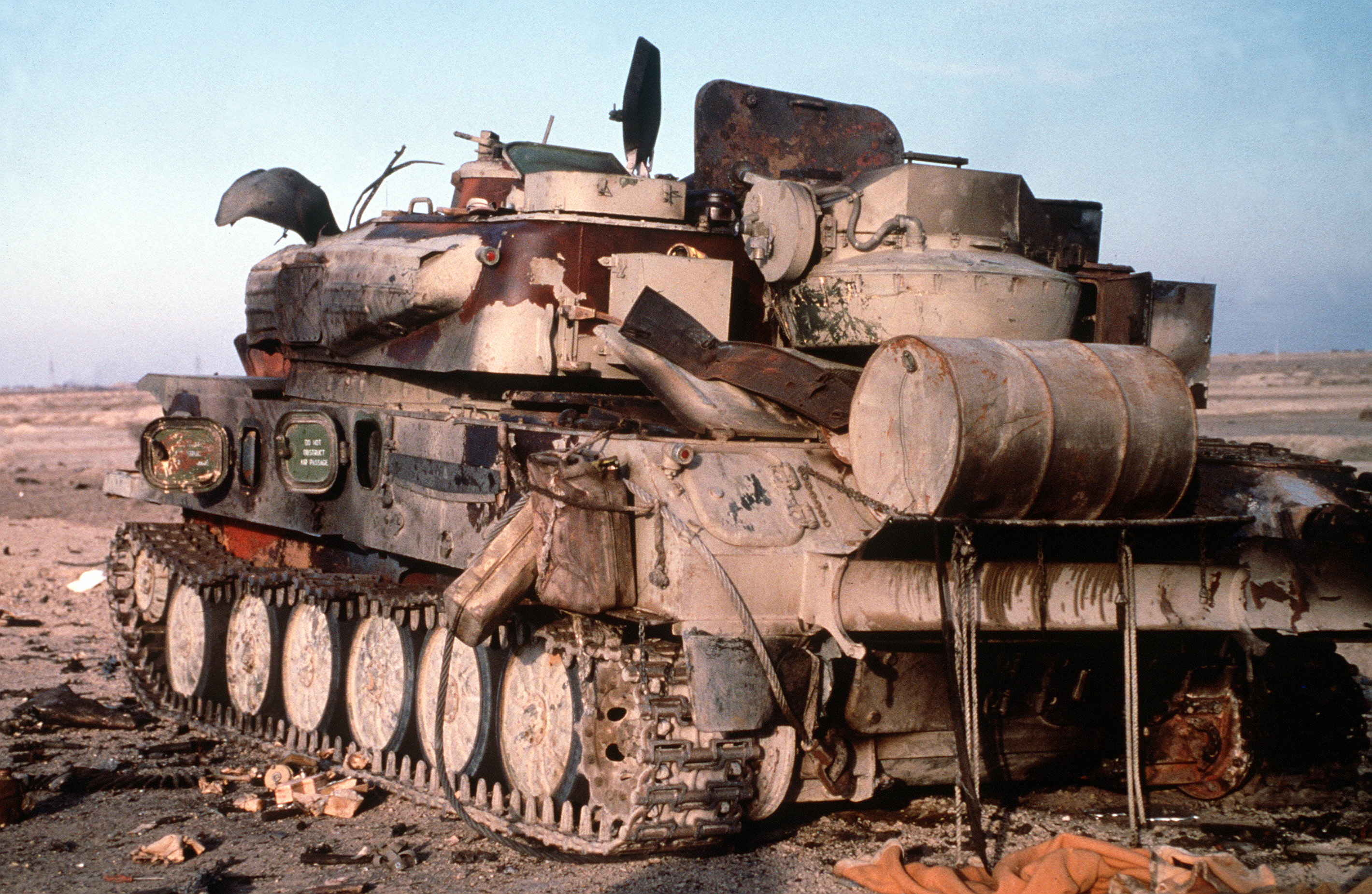
Iracka Szyłka zniszczona w czasie Pustynnej Burzy w 1991

Działa ZSU-23-4 weszły do uzbrojenia Armii Radzieckiej w 1964, a później także na wyposażenie innych armii Układu Warszawskiego w tym ludowego Wojska Polskiego, oraz państw arabskich.
Pierwsze użycie bojowe Szyłek miało miejsce (prawdopodobnie) podczas wojny sześciodniowej w 1967 i wojny na wyczerpanie lat 1967–1970. Najbardziej spektakularne ich wykorzystanie miało miejsce podczas wojny Jom Kipur w 1973, kiedy to egipskie i syryjskie zestawy zestrzeliły 30 izraelskich samolotów, dowodząc swej skuteczności. Później używano Szyłek jeszcze wielokrotnie, głównie w konfliktach bliskowschodnich, ale także w Pakistanie. ZSU-23-4 były także intensywnie wykorzystywane podczas wojny wietnamskiej. Podczas wojny domowej w Angoli lat 1974–1991 znajdowały się na uzbrojeniu wspieranego przez Kubę MPLA. Dysponowała nimi Libia podczas krótkiego konfliktu z Egiptem w czerwcu 1977. Używała ich Somalia w czasie wojny w Ogadenie w latach 1977–1978. Szyłek użyli radzieccy komandosi GRU podczas szturmu pałacu i obalenia legalnego prezydenta Hafizullaha Amina w Kabulu w 1979 (operacja „Sztorm-333”) jako wsparcie atakujących. Podczas radzieckiej interwencji w Afganistanie używano zestawów Szyłka do zwalczania afgańskich pojazdów opancerzonych BMP-1 i BRDM-2. Dysponowała nimi armia syryjska w Libanie podczas wojny 1982 roku. Były wykorzystywane przez Irak podczas wojny z Iranem (1980-1988) i w operacji Pustynna Burza w 1991 oraz II wojny w zatoce w 2003. Z sukcesem wykorzystywali je Ormianie przeciwko azerskiemu lotnictwu podczas konfliktu o Górski Karabach (1991–1994) i bojownicy czeczeńscy w czasie I wojny czeczeńskiej (zestrzelili w lutym 1995 rosyjski Su-25). Używały jej zarówno Rosja, jak i Czeczenia w czasie II wojny czeczeńskiej w latach 1999–2003. W 2008 roku były wykorzystywane w konflikcie zbrojnym między siłami wojskowymi Gruzji a wojskami separatystycznej Osetii Południowej. W 2011 w trakcie wojny domowej w Libii oraz aktualnie w Syrii przez wojska rządowe prezydenta Baszszara al-Asada a zbrojną opozycją – specjalnie w walkach miejskich.
Pojazd jest powszechnie używany po obu stronach konfliktu wojny rosyjsko-ukraińskiej

## Użytkownicy
Obecni użytkownicy
- Afganistan: 20 dostarczonych z ZSRR.[4][5]
- Algieria: 210 sztuk (stan na 1995 rok)[5][6]. Nawiązując do innych źródeł, 310 sztuk zostało dostarczonych z ZSRR.[4]
- Angola: Około 20 dostarczonych z ZSRR.[4][5]
- Armenia[7]
- Azerbejdżan
- Białoruś
- Egipt: 350 w 1995.[6] 330 dostarczonych z ZSRR, Podpisano także nową umowę z Rosją[4].
- Ekwador: 34 dostarczonych z Nikaragui w 1997 roku[5].
- Etiopia: 60[5]
- Gruzja: 38
- Gwinea Bissau: 16 dostarczonych w ZSRR.[4]
- Indie: 100 dostarczonych z ZSRR.[4][5]
- Iran: Około 100[5]
- Irak: Około 200[5]
- ISIS: Zdobyło niewiele egzemplarzy z armii syryjskiej.
- Izrael: 60.[5] Zdobyte z arabskich armii podczas arabsko-izraelskiego konfliktu.
- Jemen: 30[5]
- Jordania: 16 w 1995 (dostarczonych z ZSRR)[4][6]. 45 w 2008[5]
- Laos: około 10[5]
- Liban[5]:
- Libia
- Mali[8]
- Mongolia[5]
- Maroko
- Mozambik
- Nigeria: 30[5]
- Kamerun: 200 zamówionych w Rosji[6] 128 dostarczonych, Ale w 2011 roku nowa umowa została zaakceptowana przez Rosję na 300-350 egzemplarzy[9].
- Kongo: 8[5]
- Korea Północna: >100 dostarczonych z ZSRR.[4][5]
- Kuba: 36 w 1995 (dostarczonych z Rosji)[4][5][6].
- Peru 36
- Polska: 44 z 87.[5] 150 dostarczonych[4]. Większość z nich zostanie zmodernizowana do standardu ZSU-23-4MP Biała.
- Rosja: ~133 w czynnej służbie w 2011.[9]
- Syria: 400 dostarczonych z ZSRR.[4][5]
- Turkmenistan: 28[5]
- Ukraina[5]
- Węgry: 22 1970–1990.[6] 14 dostarczonych z ZSRR.[4][5]
- Wielka Brytania: 2 egzemplarze służą do szkolenia.
- Wietnam: 100[5]

### Byli użytkownicy
- NRD: 131 dostarczonych z ZSRR.[4]
- Niemcy: Wycofane z eksploatacji.
- Nikaragua: Sprzedane do Ekwadoru.
- Somalia: 4[5], Wszystkie zniszczone w wojnie w Ogadenie
- ZSRR: Przekazano państwom członkowskim.

### Oceniający
- Stany Zjednoczone: Stany Zjednoczone obsługiwały kilka ZSU-23-4 w celach testowych. Większość z nich znajduje się w Camp Pendleton.

## W muzeach
- Muzeum Wojska Polskiego w Warszawie – Muzeum Polskiej Techniki Wojskowej
- Muzeum Broni i Militariów – Witoszów[10]
- Muzeum Obrony Przeciwlotniczej w Koszalinie[11]